# وادي الألبة
الألبة (بفتح الهمزة وسكون اللام ثم باء مفتوحة) هو أحد أودية تهامة بلقرن غربي جبلي منبل ومن روافد وادي قنونا الشرقية، وهو من الأودية الغنية بمعدن الرصاص.